# Heide Museum of Modern Art

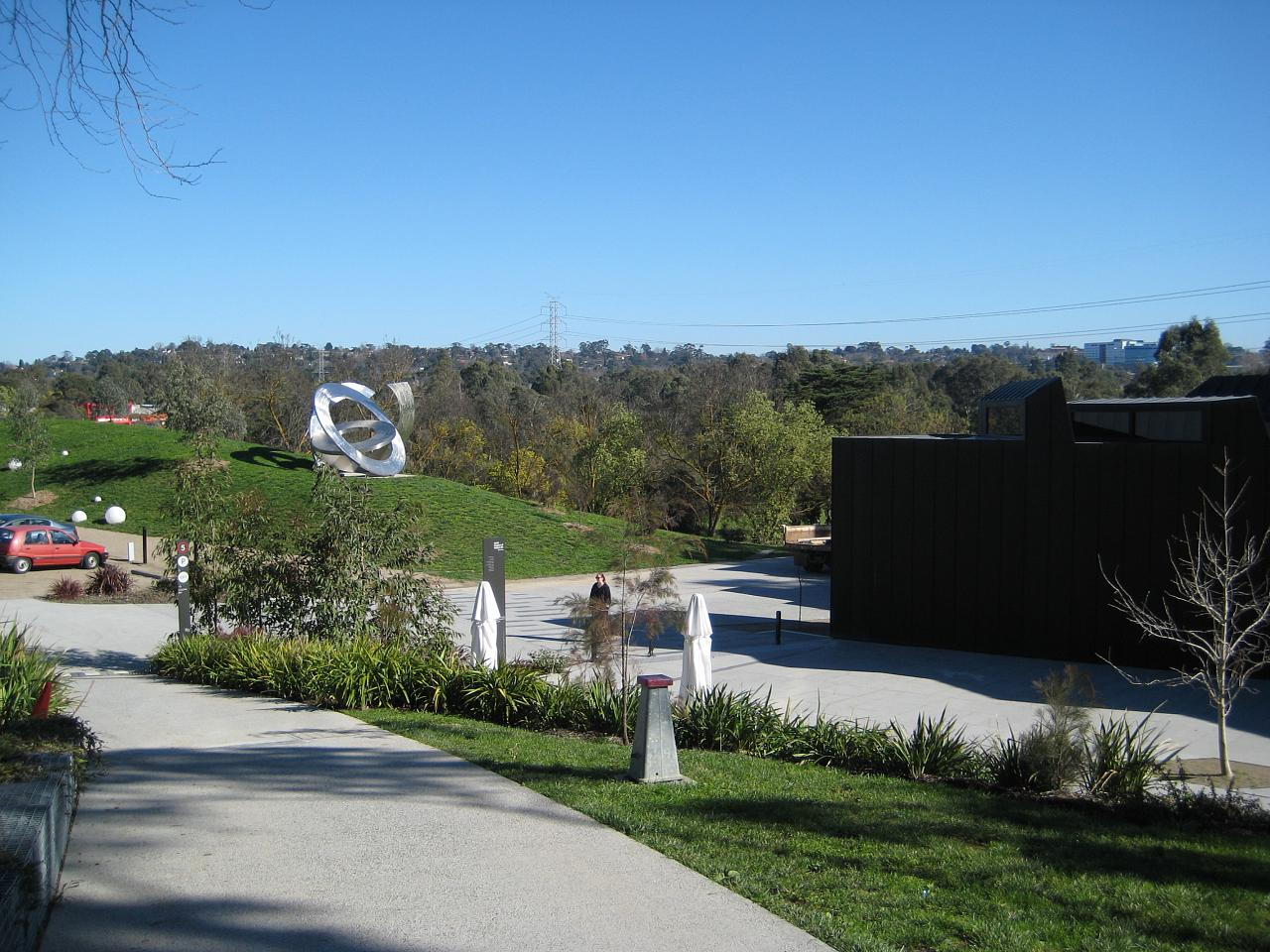
Heide Museum en beeldenpark

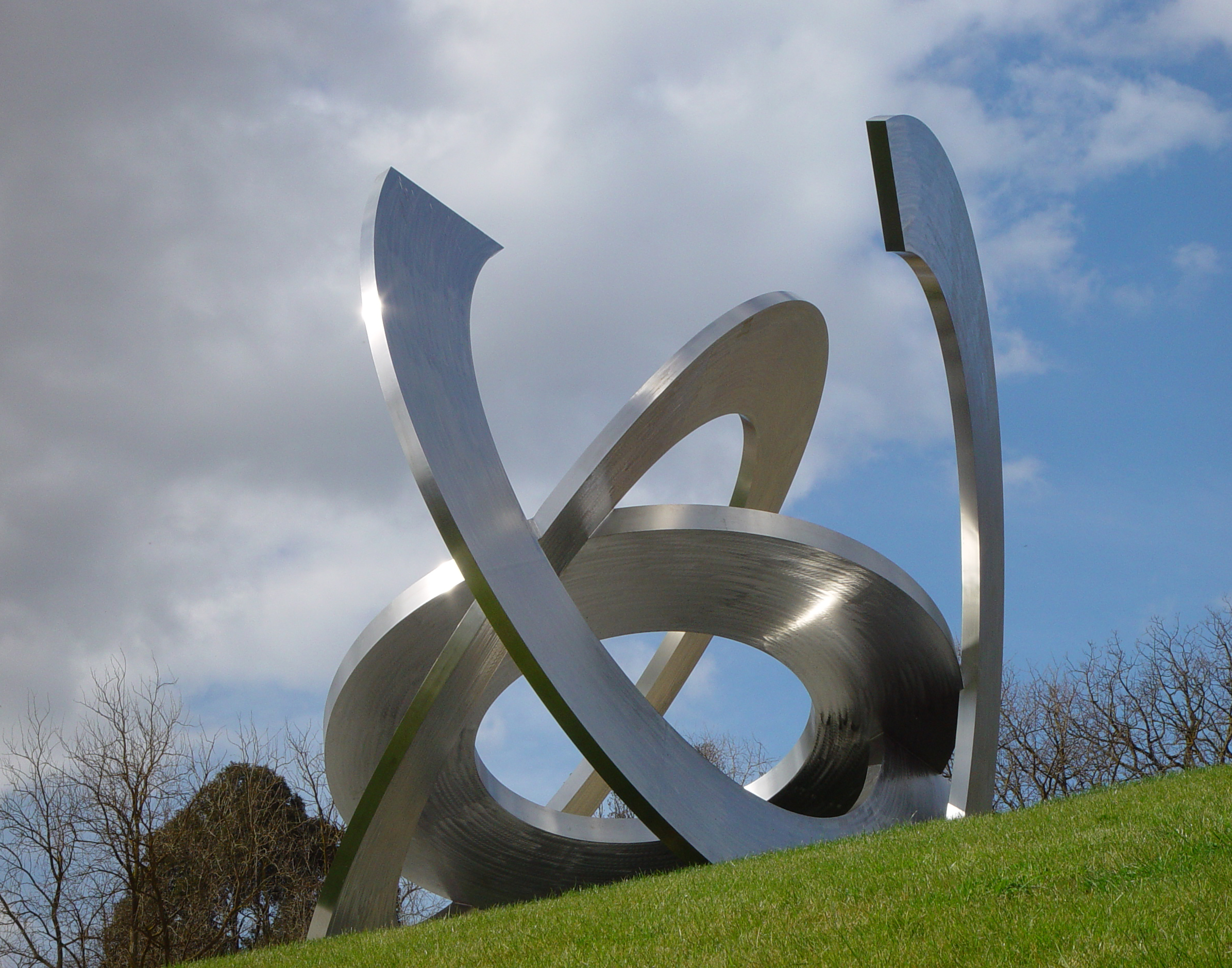
Rings of Saturn (2005/2006) van Inge King

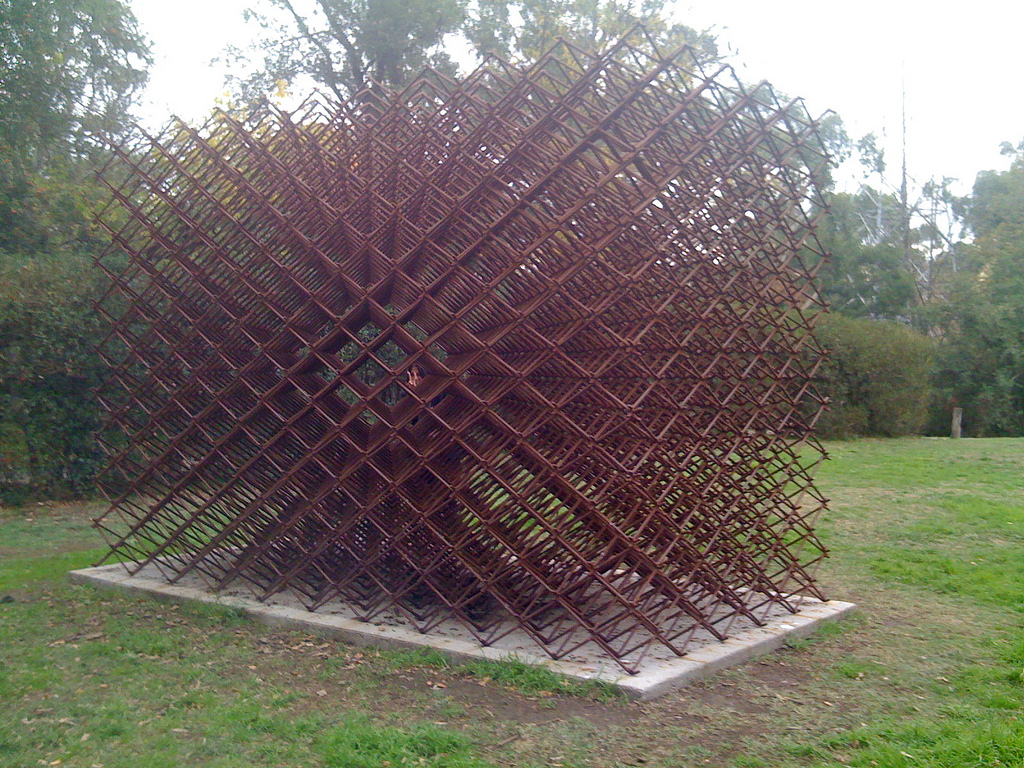
Theoretical Matter van Neil Taylor

Het Heide Museum of Modern Art of Heide Moma is een museum voor hedendaagse Australische kunst, dat werd gesticht in 1981 en zich bevindt in Bulleen, nabij Melbourne in Australië.

## Het museum
Het museumcomplex bestaat uit de navolgende gebouwen:
- Heide I (uit de periode 1880-1890): een voormalige melkveehouderij, die in 1934 werd gekocht door de verzamelaars en mecenassen John en Sunday Reed en huisvesting bood aan de leden van de kunstenaarsgroepering die later bekend werd als de Heide Circle, waartoe moderne schilders, zoals onder anderen Albert Tucker, Sidney Nolan en Joy Hester, behoorden. Nolan schilderde 26 van zijn 27 zogenaamde Ned Kelly-werken in de eetkamer van Heide I. Het gebouw herinnert aan die tijd, maar dient ook als expositieruimte.

- Heide II (uit 1963): een gebouw, ontworpen door de lokale architect David McGlashan, dat diende als tentoonstellingsgebouw, maar waar kunstenaars ook konden wonen en werken. Het gebouw, dat een goed voorbeeld is van de moderne architectuur wordt sinds 1981 gebruikt voor exposities. De benaming Heide voor het museum komt van het dichtbijgelegen Heidelberg.

- Heide III (uit 1993): het grootste tentoonstellingsgebouw, ontworpen door Andrew Andersons van Peddle Thorp Architects, met de Central Galleries, de Albert & Barbara Tucker Gallery, het Tucker Study Centre, de Kerry Gardner & Andrew Myer Project Gallery, de museumwinkel en een horecavoorziening. Het gebouw werd in 2005 nog verder uitgebreid.

- Sidney Myer Education Centre (uit 2005): een gebouw, ontworpen door O’Connor and Houle Architecture, bestemd als studiecentrum

### Museumcollectie
De collectie van het Heide Museum omvat het werk van moderne en hedendaagse Australische kunstenaars vanaf de jaren 30, zoals Moya Dyring, Sidney Nolan, Albert Tucker, Joy Hester, John Perceval, Arthur Boyd, Howard Arkley, Charles Blackman, Peter Booth, Mike Brown, Richard Larter, Wolfgang Sievers, Sweeney Reed, Sam Atyeo en Jenny Watson.

## Tuinen en beeldenpark
Het museumcomplex omvat diverse tuinen, zoals de Kitchen Garden en de Karakarook's Garden (met een inheemse beplanting), en de Sir Rupert Hamer Garden, een beeldenpark met werken van Australische kunstenaars.

### Beeldencollectie
- Helmet (2008) van Tanya Court & Cassandra Chilton
- Rings of Saturn (2006) van Inge King (1918)
- Unfurling (2006) van Andrew Rogers
- Karakarook’s Garden (2005/6) van Lauren Berkowitz
- Aeroplane boy (2003) van Dean Bowen (1957)
- Theoretical Matter (1999/2000) van Neil Taylor (1945)
- Running man (1995/6) van Rick Amor (1948)
- Tree of knowledge (1989) van Alex Selenitsch
- Cows (1987) van Jeff Thomson (1957)
- Circus by the sea (1982) van Geoffrey Bartlett (1952)
- The seed - Accumulation (1981) van Vlase Nikoleski (1948)
- Magdalene (1978) (geplaatst in 1985) van George Baldessin (1939-1978)
- Opus 129 (1962) van Robert Klippel (1920-2001)

## Fotogalerij

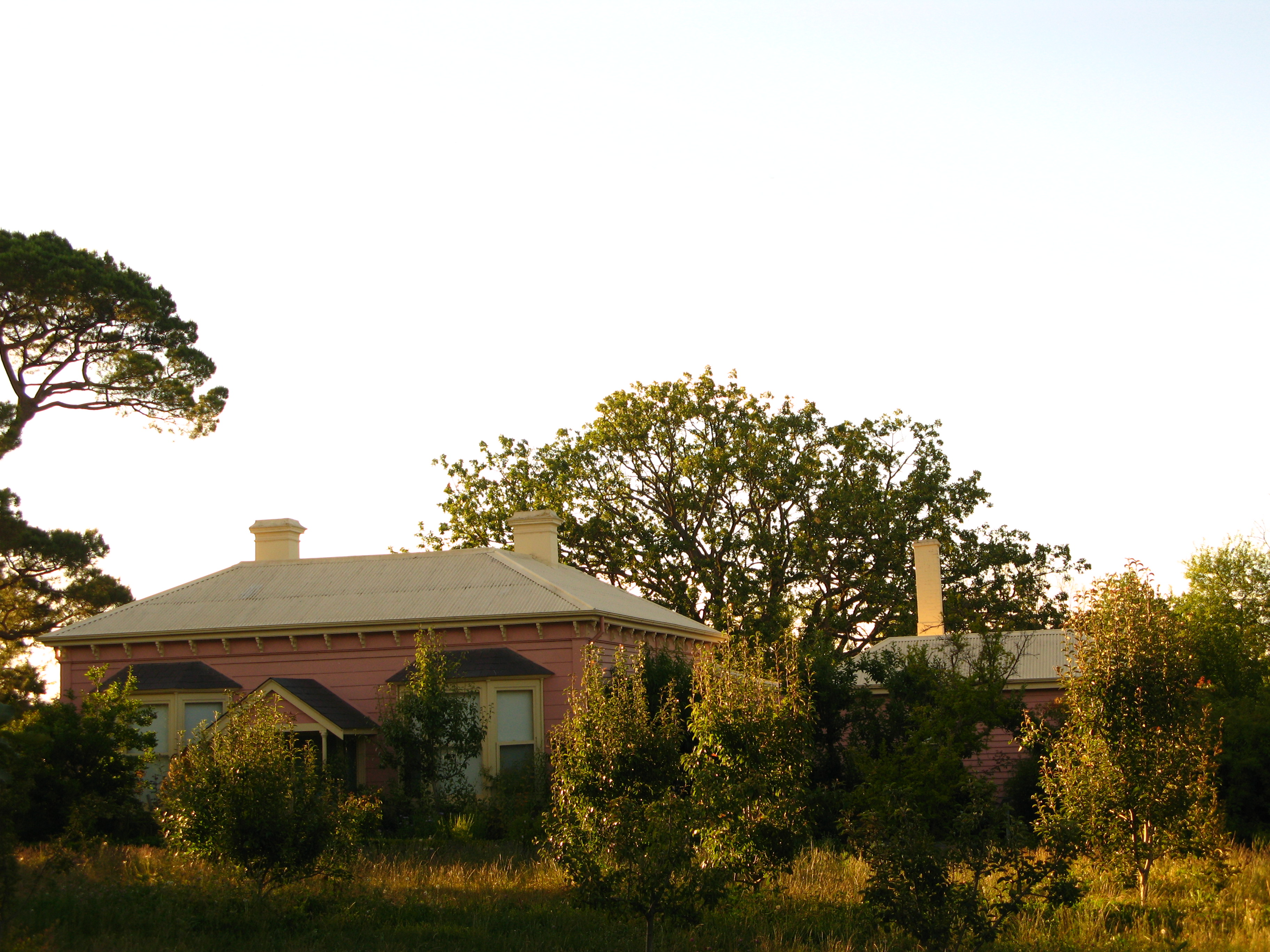
Gebouw Heide 1
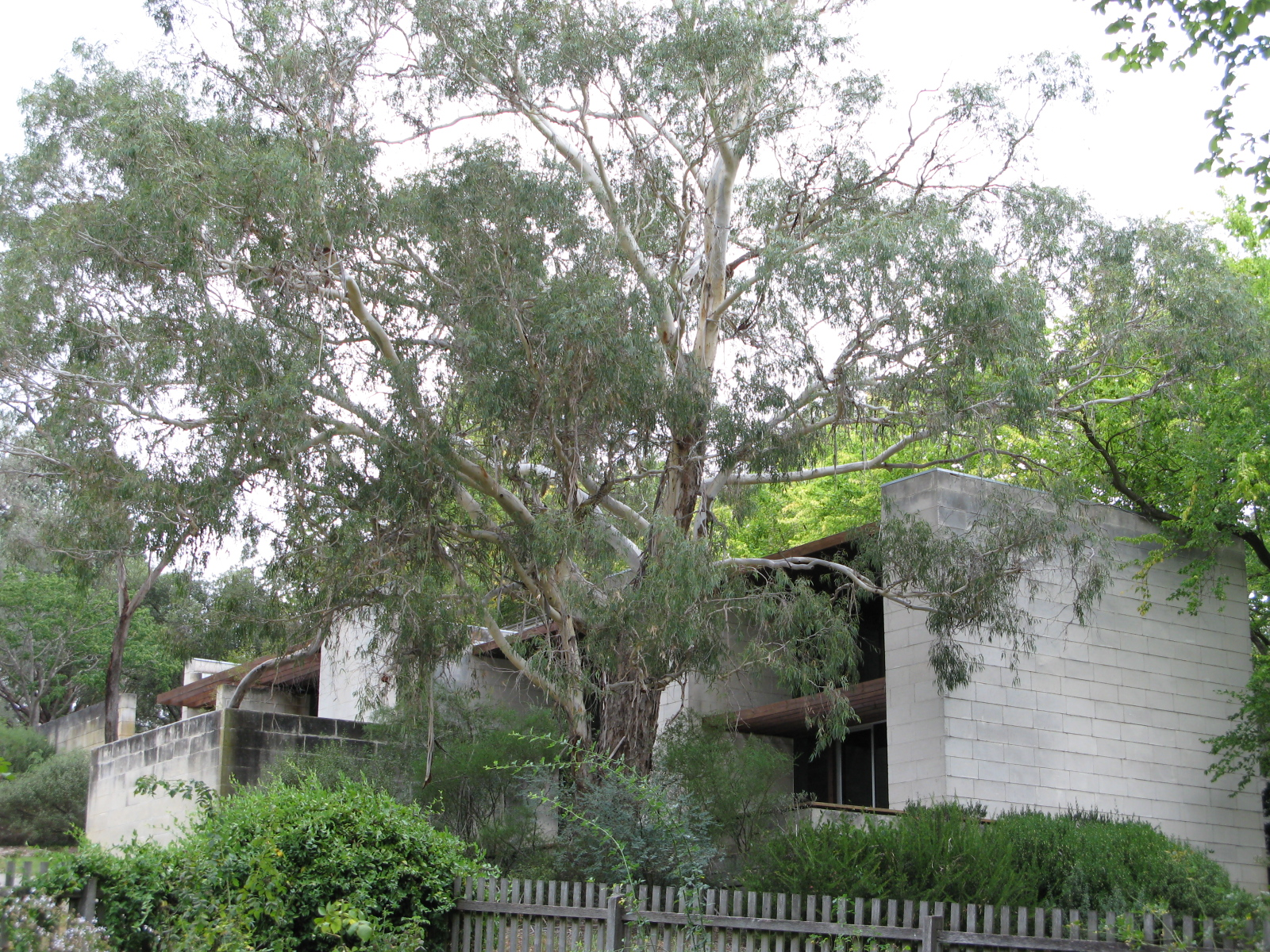
Gebouw Heide II
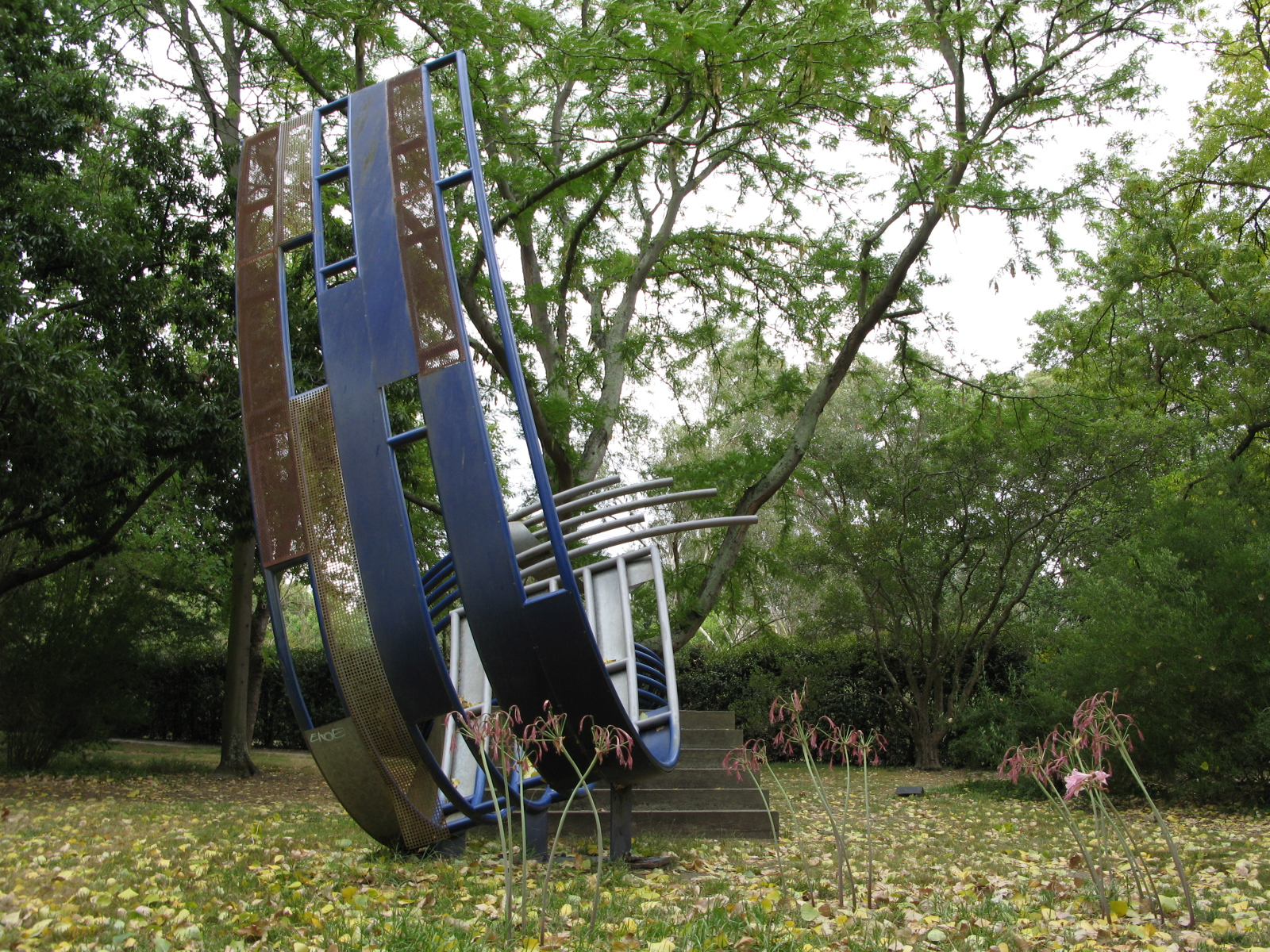
Beeldenpark